# Gresham (Wisconsin)
Gresham es una villa ubicada en el condado de Shawano en el estado estadounidense de Wisconsin. En el Censo de 2010 tenía una población de 586 habitantes y una densidad poblacional de 182,46 personas por km².

## Geografía
Gresham se encuentra ubicada en las coordenadas 44°50′52″N 88°46′56″O / 44.84778, -88.78222. Según la Oficina del Censo de los Estados Unidos, Gresham tiene una superficie total de 3.21 km², de la cual 2.96 km² corresponden a tierra firme y (7.98%) 0.26 km² es agua.

## Demografía
Según el censo de 2010, había 586 personas residiendo en Gresham. La densidad de población era de 182,46 hab./km². De los 586 habitantes, Gresham estaba compuesto por el 67.92% blancos, el 0.17% eran afroamericanos, el 24.06% eran amerindios, el 0% eran asiáticos, el 0% eran isleños del Pacífico, el 0.68% eran de otras razas y el 7.17% pertenecían a dos o más razas. Del total de la población el 3.24% eran hispanos o latinos de cualquier especie.